# Iso Hirvijärvi
Iso Hirvijärvi eller Suur Hirvijärvi är en sjö i Finland. Den ligger i kommunerna Idensalmi och Lapinlax i landskapet Norra Savolax, i den centrala delen av landet, 400 km norr om huvudstaden Helsingfors. Iso Hirvijärvi ligger 139,1 meter över havet. Den är 4,4 meter djup. Arean är 24,5 hektar och strandlinjen är 2,6 kilometer lång. Sjön  ingår i Vuoksens huvudavrinningsområde.   I omgivningarna runt Iso Hirvijärvi växer i huvudsak blandskog.